# Electric Universe
Electric Universe — проект в жанре психоделический транс. Был основан в 1991 году в Гамбурге, Германия. 

## О группе
После первого выступления на Voov Experience party на некоторые из их треков обратил внимание немецкий диджей Antaro, после чего они были опубликованы на лейбле «Spirit Zone». «Solar Energy EP» стал вторым релизом вышедшим на этом лейбле. Он оказался очень успешным, что дало основание для записи их первого альбома «One Love» в 1994 г. Появлялось всё больше и больше транс фестивалей. Выступления Electric Universe сначала проходили преимущественно в Германии, а позже по всему миру.
1997 год ознаменовался альбомом «Stardiver», с треком «Online Information», который взорвал все танцполы. В 1999 Roland Wedig присоединился к Electric Universe, и результатом первого сотрудничества был трек «Meteor» с альбома «Blue Planet». Эта ударная тема, с её выразительными гитарными риффами звучала фактически на каждой вечеринке в течение года и вероятно — стала самым популярным psytrance треком того времени. В 2004 был выпущен очередной альбом «Cosmic Experience», включавший в себя трек «The Prayer», где в качестве вокала использовалась индийская молитва. Этот альбом стал последним из выпущенных на лейбле «Spirit Zone».
Boris Blenn — один из лучших продюсеров жанра психоделический транс и за эти годы одарил танцполы планеты сотнями живых выступлений и многочисленными песенными хитами. Он продюсирует такие проекты как: Jupiter 8000, Endora, Galaxy и Rainbow Spirit. Но основным его проектом стал именно Electric Universe.
Группа сотрудничает с такими исполнителями как: DJ Sangeet, S.U.N. Project, G.M.S., Four Winds Circle, и особенно c Olli Wisdom (Space Tribe).

## Дискография

### Сольные альбомы
- One Love (1995)
- Stardiver (1997)
- Waves (1998)
- Blue Planet (1999)
- Divine Design (2000)
- Unify (2002)
- Cosmic Experience (2004)
- Silence In Action (2006)
- Burning (2008)
- Sonic Ecstasy (2009)
- Higher Modes (2011)
- Journeys Into Outer Space (2014)

### Синглы и EP
- Solar Energy (1994) 12'' EP
- One Love (1995) 12'' EP
- Sunglider (1996) 12''
- Technologic / Stardiver (1997) 12''
- Logic (2000) 12'' EP
- Embrace (2002) 12'' EP
- Solstice (2012) Web (WAV) EP
- Psystep (2012) Web (WAV) EP
- Meteor 2012 (Remix) (2012) Web (WAV) EP
- Nebula (2015) Web (MP3, FLAC) EP
- Mystical Experiences (2016) Web (MP3, FLAC) EP
- Millenia (2016) Web (MP3, FLAC) EP
- Mantra (2016) Web (FLAC) EP
- Millenia(2017) Web (MP3,FLAC)
- Bansuri (2018) Web (MP3,FLAC)
- Dragonfly (2019) Web (MP3,FLAC)
- Harmonic Nature (2019) (MP3,FLAC)
- Psychedelix (2019) (MP3,FLAC)

### Совместные работы
- Space Tribe Vs. Electric Universe — The Acid Test (Maxisingle) (2002)
- Space Tribe Vs. Electric Universe — Electric Space Phenomena (2006)
- Space Tribe Vs. Electric Universe — Sensory Overload (2007)
- Space Tribe Vs. Electric Universe — Electro Convulsive Therapy (2008)
- Space Tribe Vs. Electric Universe — Intricate Web (2015)
- Electric Universe & Raja Ram  — Gateway (2017)

### Компиляции
- 20 (1994-2014) (2014)